# 羅良禎
羅良禎（1533年—？年），字應泰，四川成都府內江縣人，民籍。

## 生平
四月初六日生，行一，治《書經》，由縣學附學生中式嘉靖三十七年（1558年）戊午科四川鄉試第十七名舉人，年三十六歲中式隆慶二年（1568年）戊辰科會試第三十二名，第三甲第七十一名進士。授陕西盩厔縣知縣，历官户部福建司署郎中事主事，萬曆七年（1579年）二月升雲南按察司佥事，十年正月升湖广右参议。

## 家族
曾祖羅紃；祖羅尚禮；父羅士；母凌氏。永感下。弟良爵；良相。